# 托尼·岡薩雷斯 (政治人物)
托尼·岡薩雷斯（英語：Tony Gonzales，1980年10月10日—）是美国的一位政治家，所屬政黨是共和黨。自2021年開始，他擔任得克萨斯州第23國會選區選出的聯邦眾議員。

## 外部連結
- 官方网站 （英文）
- 托尼·岡薩雷斯的X（前Twitter） （英文）
- C-SPAN內的頁面（英文）